# Кравченко Дмитро Омелянович
Дмитро Омелянович Кравченко (22 жовтня 1906, село Петрівка, тепер Красноградського району Харківської області — ?) — український радянський діяч, педагог, секретар Сумського обласного комітету КП(б)У, 1-й секретар Краснопільського районного комітету КП(б)У Сумської області.

## Життєпис
З жовтня 1928 року служив у Червоній армії. Потім перебував на радянській та партійній роботі.
Освіта вища. Член ВКП(б).
З 1940 до 1945 року служив у Червоній армії. Під час німецько-радянської війни був на військово-політичній роботі в 329-му малокаліберному зенітному артилерійському полку Південно-Західного фронту.
До березня 1948 року — 1-й секретар Краснопільського районного комітету КП(б)У Сумської області.
У березні 1948 — 6 грудня 1951 року — 3-й секретар Сумського обласного комітету КП(б)У.
У 1951—1969 роках — директор Сумської середньої школи № 18. Також викладав історію СРСР та всесвітню історію в Сумській середній школі № 18.

## Звання
- бригадний комісар
- капітан

## Нагороди
- орден Трудового Червоного Прапора (23.01.1948)
- ордени
- медаль «За перемогу над Німеччиною у Великій Вітчизняній війні 1941—1945 рр.»
- медалі